# Бахили (чоботи)

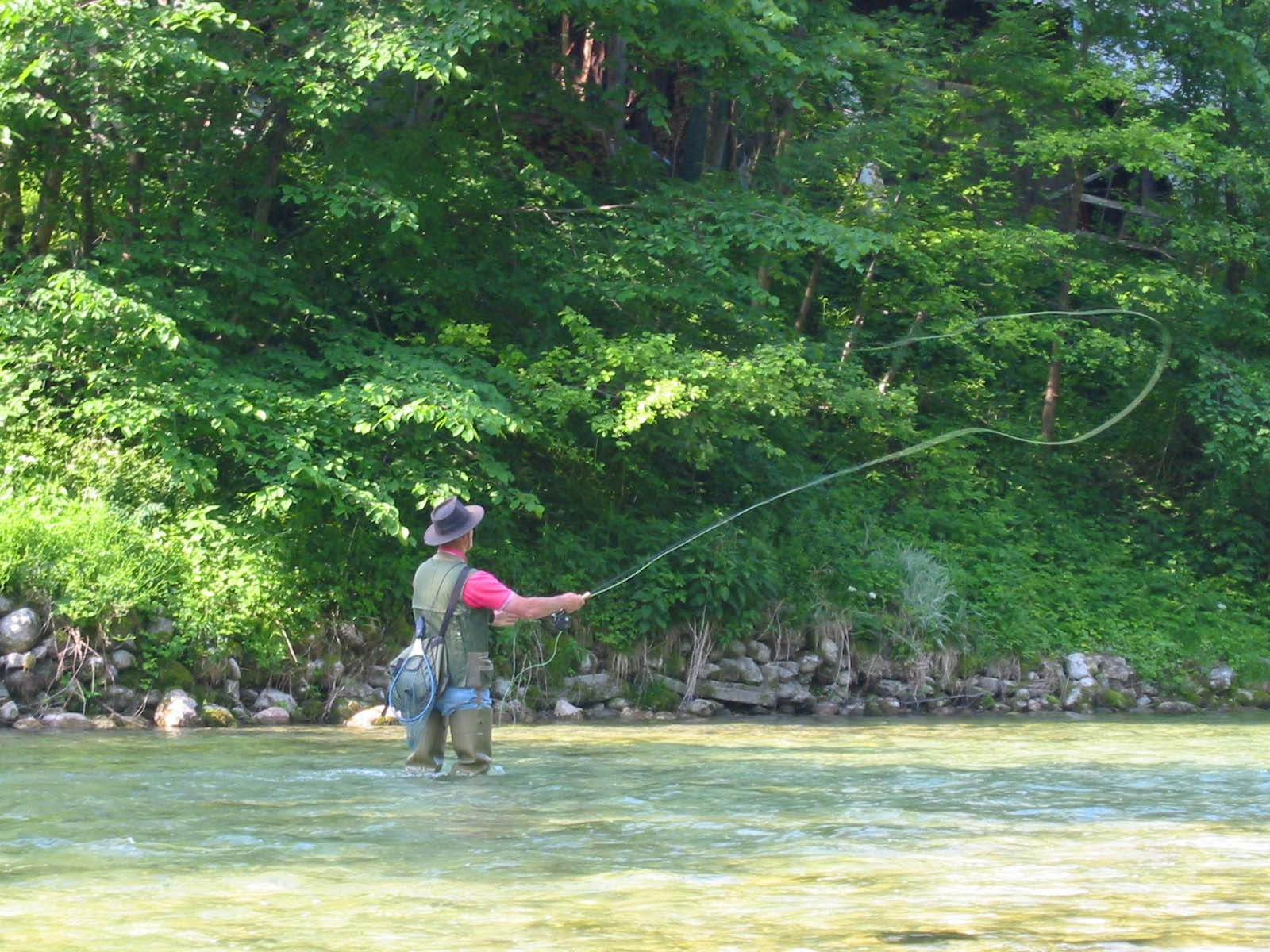
Рибалка в бахилах

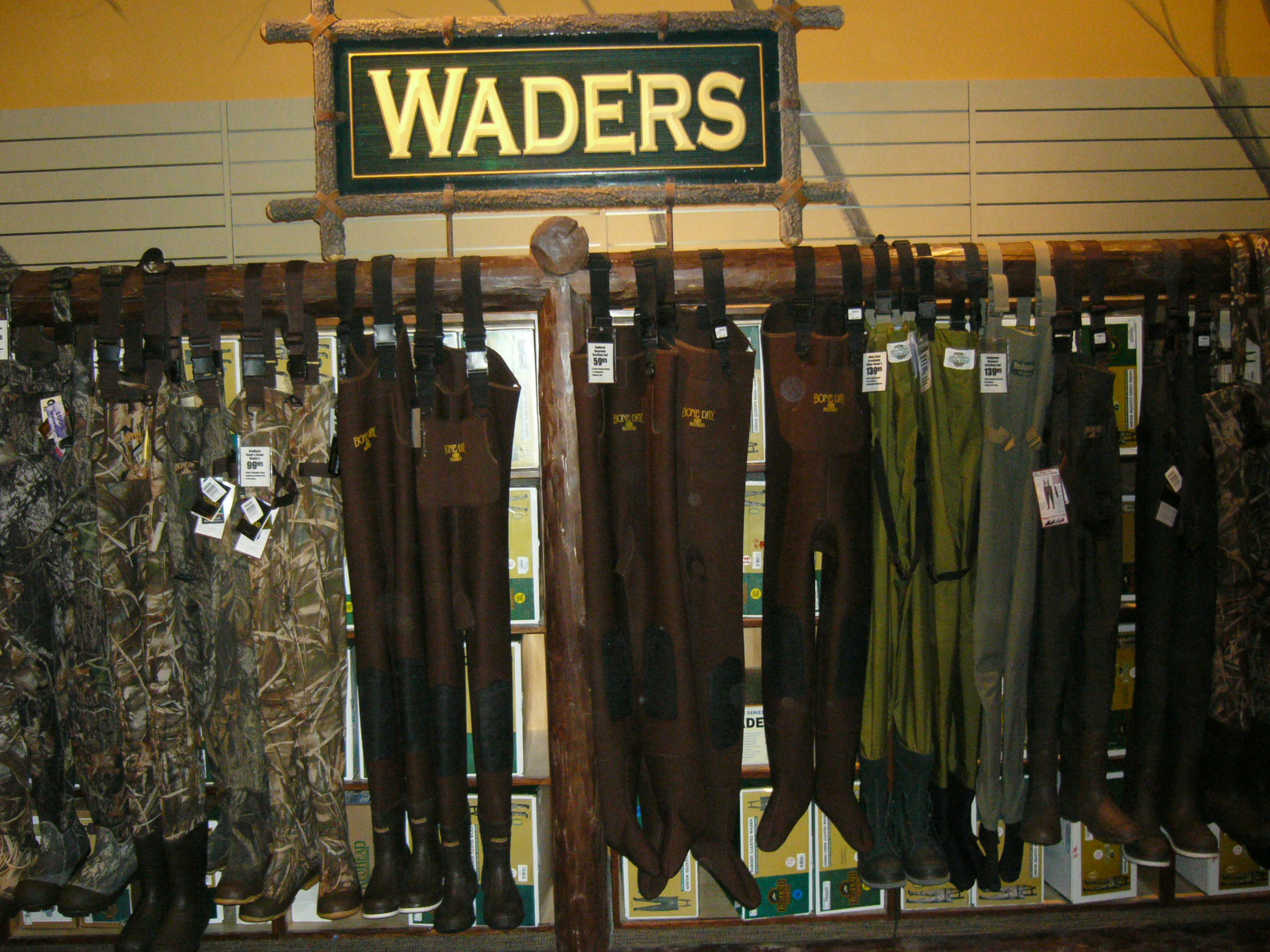
Бахили в магазині

Бахили, бродні, болотники (фр. bottes de caoutchous; англ. waders, wading boots, fisherman's boots; нім. Watstiefel) — м'які гумові (раніше шкіряні, юхтові з цілісного шматка) чоботи з дуже довгими халявами, що закривають стегна. Призначені для ходіння по болоту, воді тощо. Використовуються рибалками, мисливцями та ін. Зазвичай причіпляються шлейками до пояса.

## Інтернет-ресурси
- Arbeitsgemeinschaft der Feuerwehr-Unfallkassen
- https://thewadingkit.com/